# Conus kuroharai
Conus kuroharai is een in zee levende slakkensoort uit het geslacht Conus. De slak behoort tot de familie Conidae. Conus kuroharai werd in 1965 beschreven door Hab. Net zoals alle soorten binnen het geslacht Conus zijn deze slakken roofzuchtig en giftig. Zij bezitten een harpoenachtige structuur waarmee ze hun prooi kunnen steken en verlammen.